# Aviophobie
L'aviophobie (construit à partir des mots avion et φόβος / phobos, « peur »), ou aérodromophobie, désigne une phobie des avions ou des voyages en avion. Cette phobie peut avoir plusieurs origines : une peur de voir l'avion s'écraser et y perdre la vie, une mauvaise expérience en vol, un refus total de tout contact avec un avion, une volonté de vouloir toujours tout contrôler, , etc. Il peut aussi être une conséquence directe d'autres phobies, comme la claustrophobie, l'agoraphobie, ou l'acrophobie. Elle peut avoir comme effets des crises de panique ou d'angoisse.
Un passager sur trois reconnaît être inquiet, un sur dix est vraiment anxieux et un sur cent est atteint de panique élevée, refusant de manger, de boire, de se déplacer, voire de parler. 
Face à ce constat, des centres de formation et des compagnies aériennes proposent des thérapies et des stages visant à vaincre l'aviophobie 
,,.
Le premier de ces stages a été organisé en 1995 par Air France à l'initiative de Noël Chevrier, commandant de bord et instructeur.
Divers moyens peuvent être utilisés pour limiter cette phobie et éviter le stress en avion comme la relaxation musculaire, la respiration, l'utilisation de calmants naturels et d'objets anti-stress.

## Dans la culture populaire

### Cinéma
- Dans le film Rain Man (1988) de Barry Levinson, avec le personnage de Raymond Babbitt.
- Dans le film Red Eye : Sous haute pression (2005) de Wes Craven, avec le personnage de Lisa Reisert.